# Asclepeion de Pérgamo
El Asclepieion (en griego antiguo: Ασκληπιείον, romanizado: Asklēpieion, en latín: Aesculapium) o Santuario de Asclepio fue un santuario dedicado a Asclepio en Pérgamo, en Asia Menor, Turquía. Su yacimiento arqueológico se encuentra en Musala Mezarlik, al oeste de la actual ciudad de Bergama. Forma parte de la del Patrimonio de la Humanidad de la Unesco de Pérgamo y su paisaje cultural de estratos múltiples.

## Historia
Fue creado en la época clásica alrededor del año 400 a. C., originalmente como santuario privado. Se dice que fue fundado por Arquías, uno de los notables de la ciudad, que se había recuperado en el Asclepeion de Epidauro tras un accidente de caza. Entonces fundó también un Asclepeion en su ciudad natal.
El santuario adquirió carácter oficial en la ciudad durante el período helenístico a finales del año 200 a. C. Fue reconstruido como monumento en el período romano bajo el emperador Adriano en 117-138 d. C. Se convirtió en el segundo Asclepeion más importante del mundo antiguo, justo después del Asclepeion de Epidauro, y fue considerado uno de los santuarios más importantes de todo el Imperio romano.

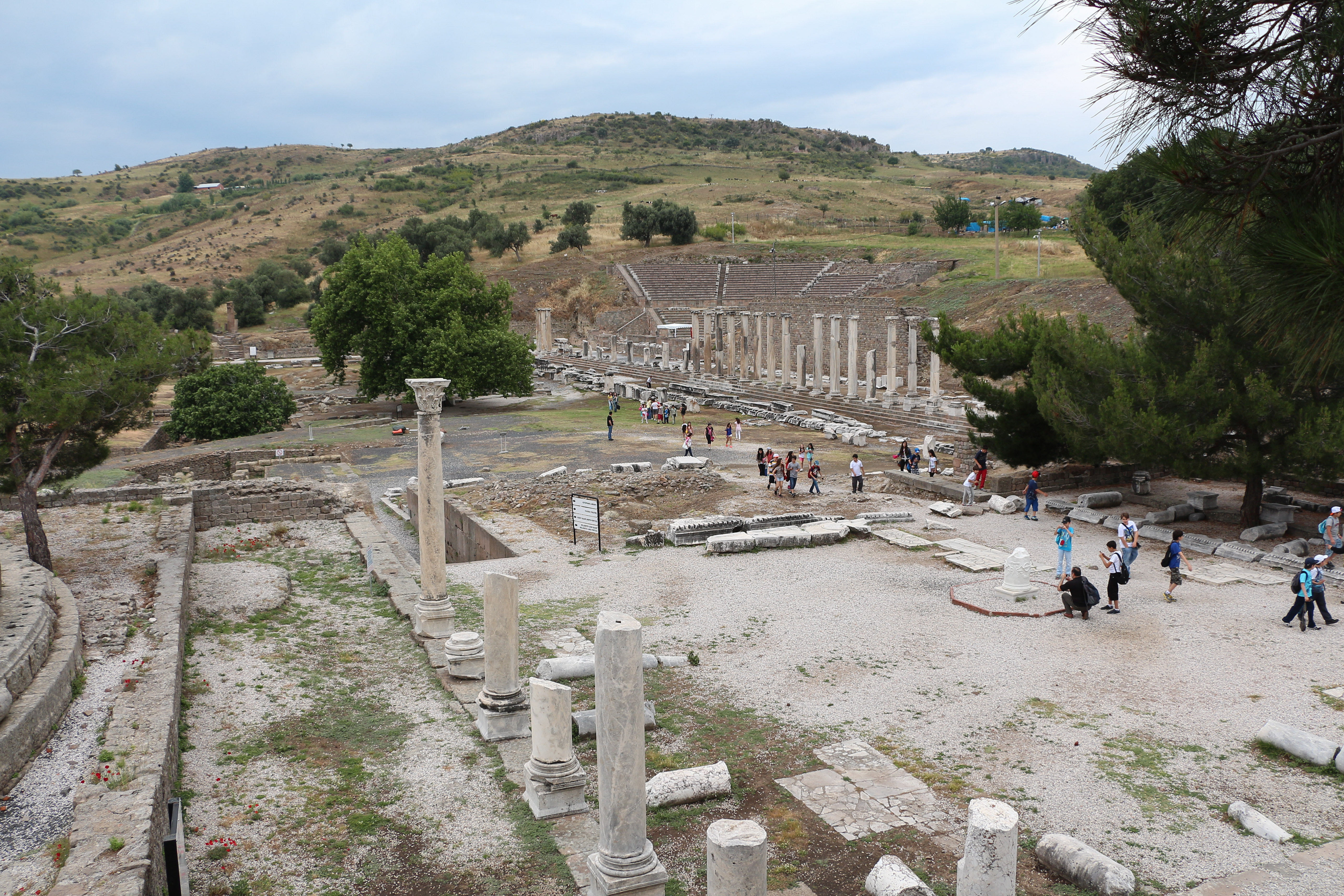
Restos del Asclepeion.

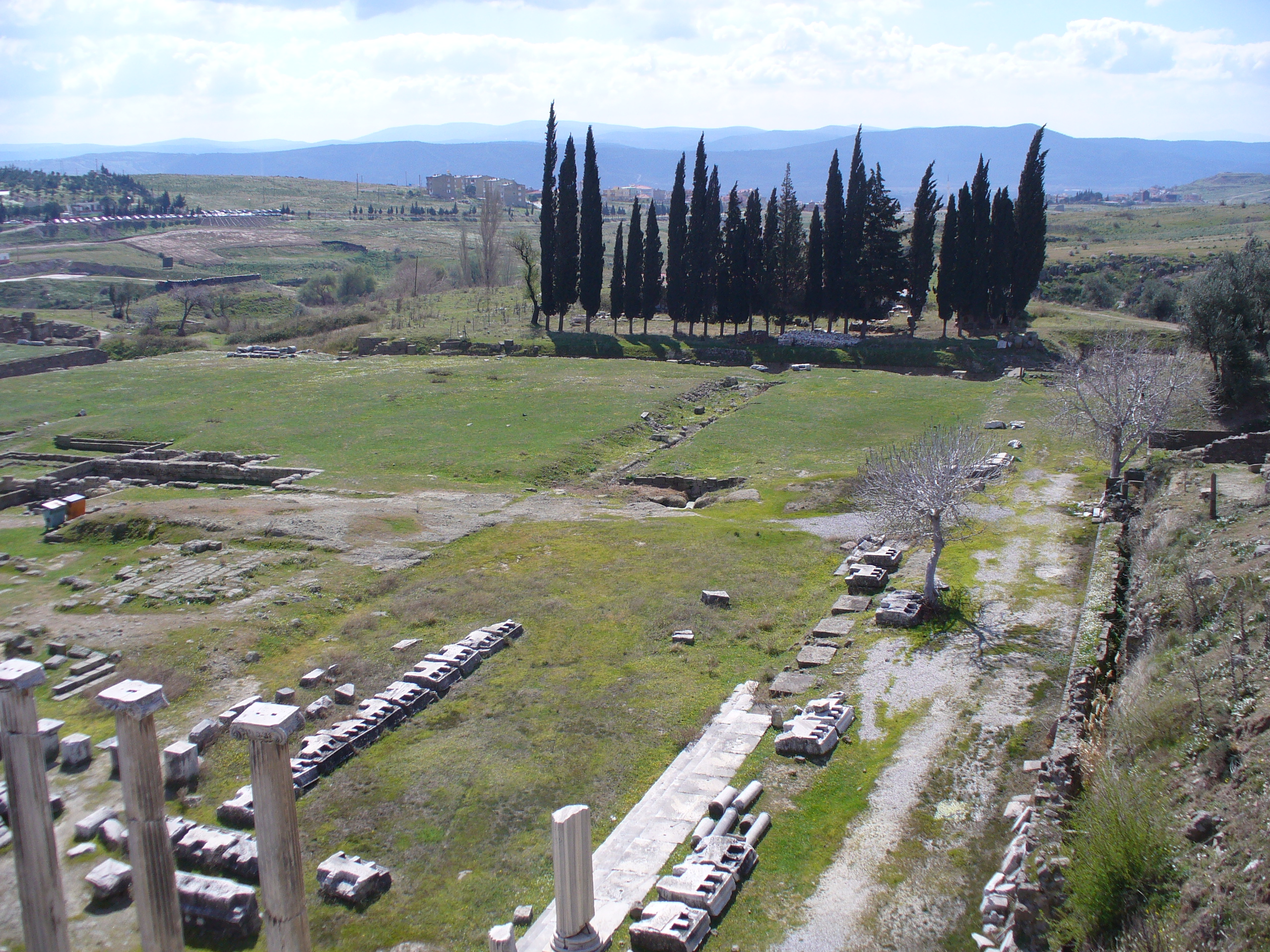
Restos del Asclepeion.

El culto del santuario era típico de los cultos a Asclepio: los peregrinos acudían al santuario para pasar la noche, con la esperanza de ver presagios que favorecieran la curación. El santuario fue también el centro de la escuela de medicina de Galeno, que era oriundo de la ciudad y allí recibió su primera educación. Elio Arístides pasó largas temporadas en el santuario a principios del siglo I d. C. para curarse, y escribió sobre él en su obra Discursos sagrados (Hieroi logoi). Esta obra es una de las fuentes más importantes para comprender el funcionamiento y el significado del santuario en aquella época. El santuario siguió utilizándose como sanatorio hasta bien entrado el  período cristiano.

## Descripción
Estaba situado en el flanco suroccidental de la ciudad antigua, en la orilla norte del río Caico (actual río Bakır), a unos 2,5 km al suroeste de la acrópolis de la ciudad y, originalmente, de la propia ciudad. En la época romana, la ciudad había crecido de tal manera que su ala suroeste ya se extendía unos 500 metros desde el santuario. Estaba conectada con la ciudad por una calzada que pasaba junto a un teatro romano en la ciudad baja.

### Edificios de principios del periodo helenístico
A principios del período helenístico, había un templo dedicado a Asclepio Sóter, así como los templos de Apolo Calitecno e Higía y varios altares. Los edificios de la época incluyen un edificio para excavar manantiales y los primeros dormitorios de peregrinos en el extremo sur del santuario. La ubicación del manantial determinó presumiblemente el emplazamiento original de todo el santuario. Se conservan pocos restos de estos edificios de principios del período helenístico.

### Edificios de la época helenística tardía
En el período helenístico posterior, el santuario se amplió y se hizo más monumental. En los lados sur, oeste y este se añadieron estoas, mientras que en el lado norte había un nuevo edificio dormitorio más grande. En el lado oeste del complejo había un gimnasio y una estoa de estilo dórico.

### Edificios de época romana

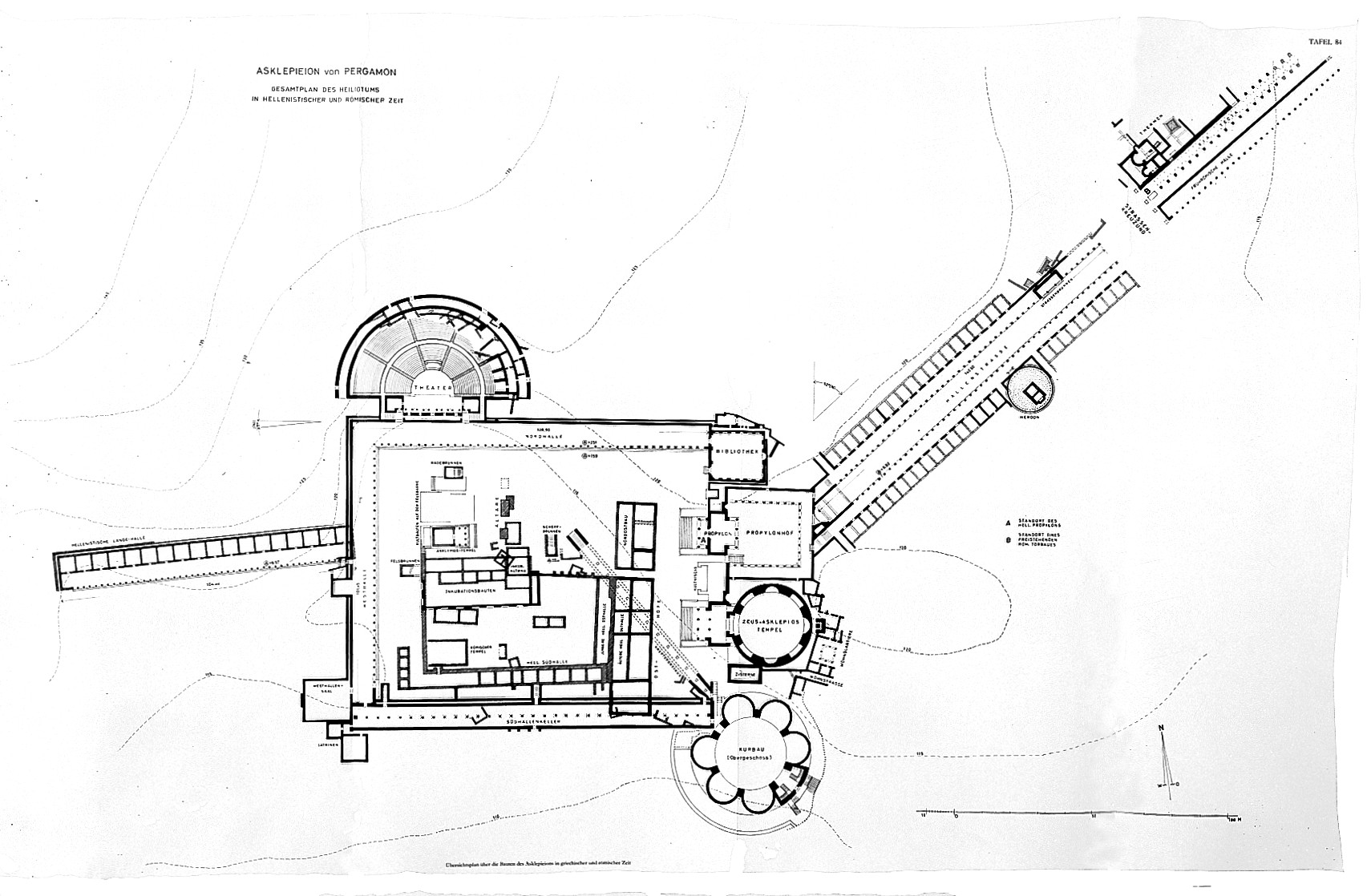
Planta del Asclepeion.

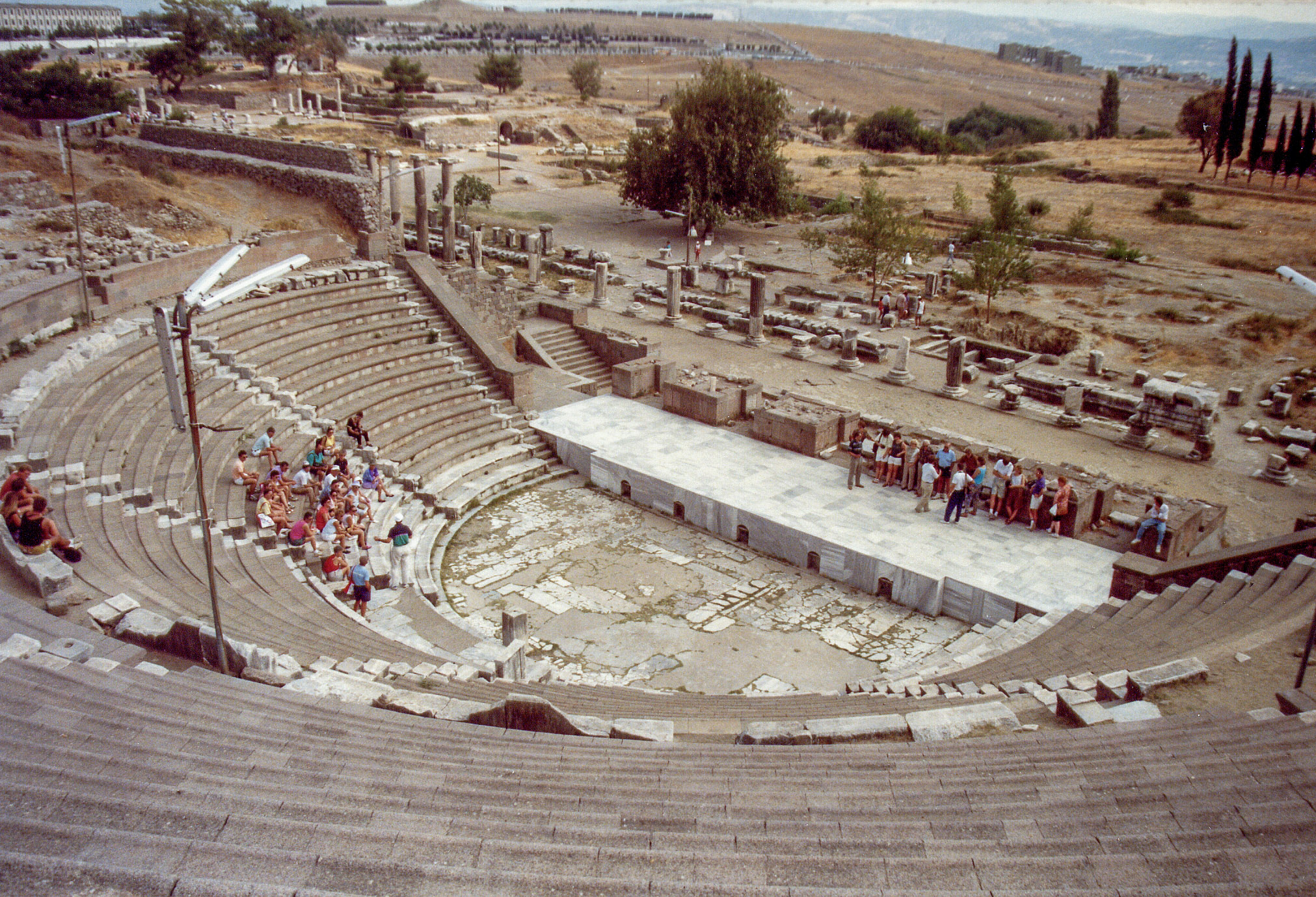
Teatro del Asclepeion.

Los restos de los edificios actuales del emplazamiento datan principalmente de la reconstrucción de Adriano. El templo anterior y el edificio dormitorio quedaron en el centro de un cuadrado de unos 100 × 132 m, flanqueado en los lados norte, oeste y sur por estoas de estilo jónico. En el lado este se encontraba el propileo y su patio anexo, que servía de entrada a la zona del santuario y al que se accedía por una calzada desde la ciudad. En esta fase, la calzada estaba flanqueada por columnas de estilo corintio.
El edificio más destacado del nuevo plan era el templo circular de Zeus-Asclepio, situado en el lado oriental del santuario, al sur del patio del propileo, claramente inspirado en el Panteón de Agripa de Roma. La inscripción dedicatoria del templo lleva el nombre de Lucio Cuspio Pactumeo Rufino. Fue un cónsul de Pérgamo en 142. La entrada al templo se realizaba por el lado oeste, frente a la plaza, a través de una escalera abierta y un vestíbulo de estilo corintio. El diámetro del templo era de unos 23,9 m.El techo era una cúpula decorada con mosaicos. Las paredes tenían hornacinas para estatuas de oro. En el vano opuesto a la entrada había una estatua de Zeus-Asclepio.
En la esquina noreste del santuario, en el lado norte del atrio, se encontraba la biblioteca, construida por Flavia Melitene. Era un edificio casi cuadrado, y en su interior había una gran estatua de Adriano, actualmente en el Museo de Pérgamo. En la esquina sureste del complejo había un edificio circular de dos plantas. Se desconoce su finalidad,  pero se ha pensado que era algún tipo de edificio sanatorio. Tenía unos 26,5 m de diámetro. Estaba conectado a la plaza por un criptopórtico. En la esquina noroeste del recinto había un teatro semicircular y en la esquina suroeste una lujosa letrina.